# Vielitzsee (Gemeinde)

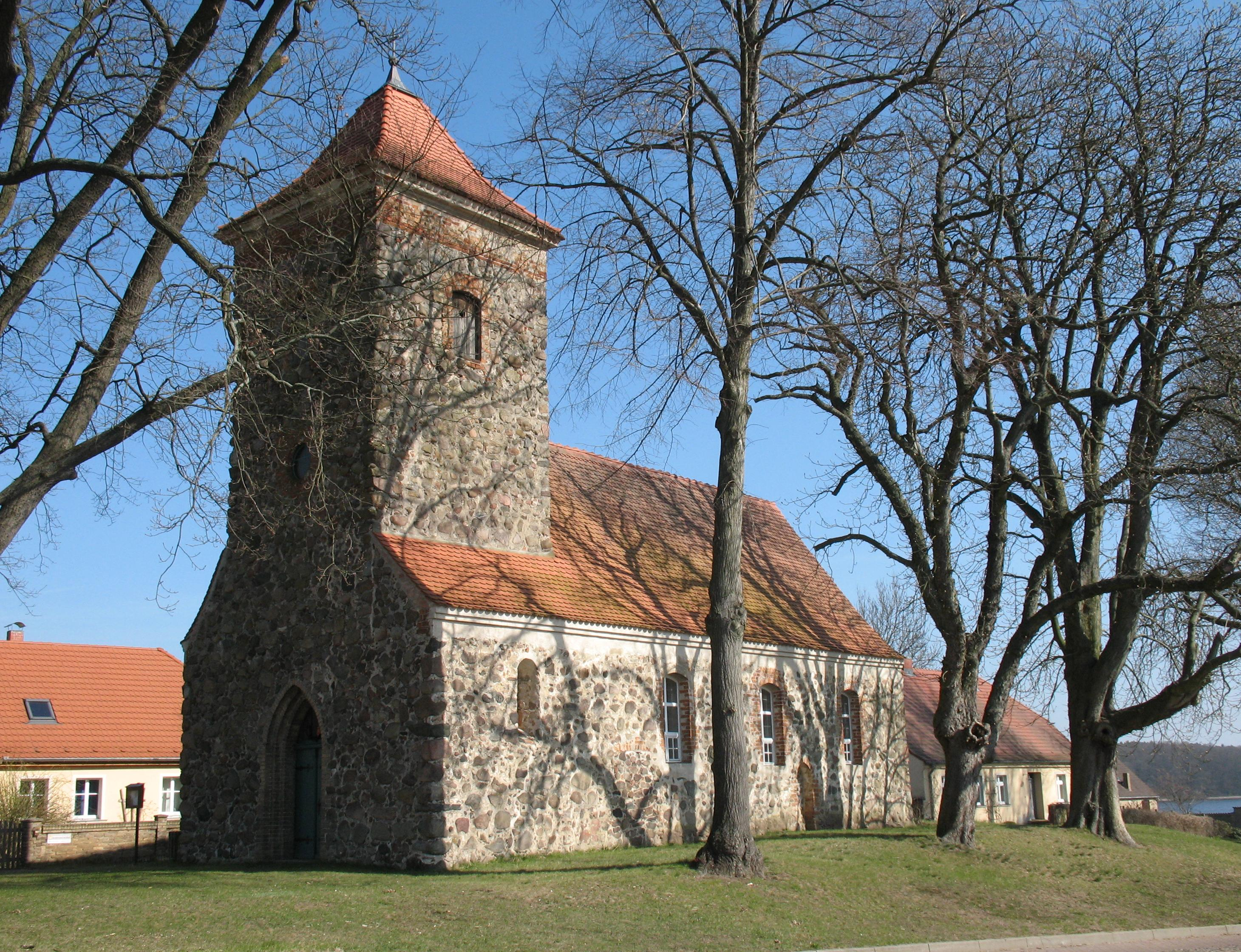
Dorfkirche Vielitz

Vielitzsee ist eine Gemeinde im Landkreis Ostprignitz-Ruppin in Brandenburg. Sie wird vom Amt Lindow (Mark) mit Sitz in Lindow (Mark) verwaltet.

## Geographie

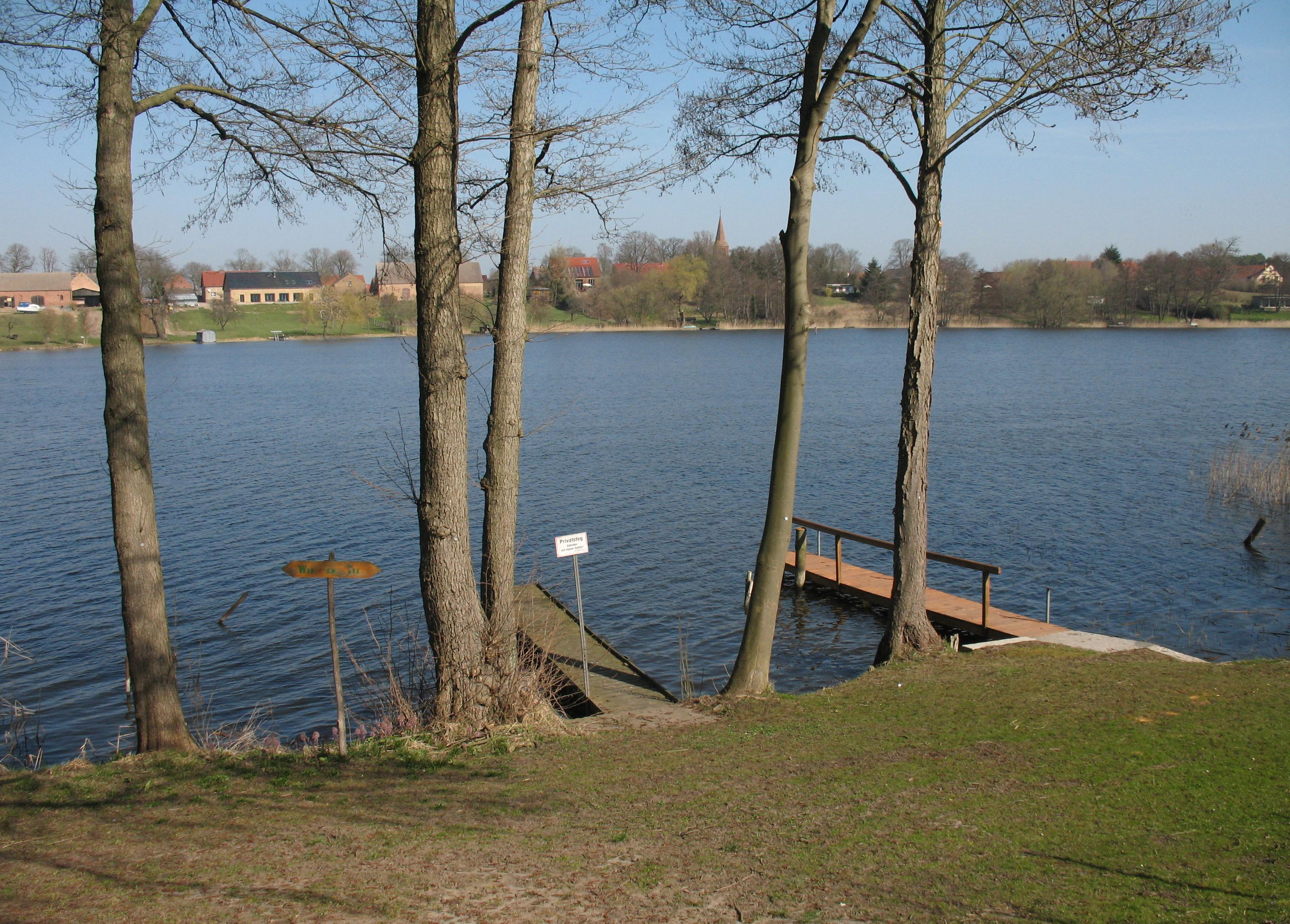
Vielitzsee

Vielitzsee liegt etwa 15 Kilometer östlich der Kreisstadt Neuruppin am namensgebenden Vielitzsee. Der See erstreckt sich nördlich des Ortszentrums, hat eine Fläche von 120 Hektar und ist maximal drei Meter tief. Weitere Seen in der unmittelbaren Umgebung von Vielitzsee sind der Große Strubensee und der Glambecksee.
Der Ort Vielitz bildet das Zentrum der Gemeinde und befindet sich auf einer Anhöhe über dem Vielitzsee. Er wird durch große Backsteingehöfte geprägt. Während sich der ältere Teil der Ortschaft entlang der Hangkante der Uferböschung ausdehnt, erstreckt sich der andere – abgetrennt durch eine Grünfläche – nach Südosten.

## Gemeindegliederung
Zur Gemeinde Vielitzsee gehören die Ortsteile Seebeck, Strubensee und Vielitz sowie die Wohnplätze Alte Ziegelei, Ausbau Vielitz, Neu Seebeck, Ravenhorst und Siedlung.

## Geschichte
Vielitz, Seebeck und Strubensee gehörten seit dem 14. Jahrhundert zur Herrschaft Ruppin, seit 1524 zum Kreis Ruppin in der Mark Brandenburg und ab 1952 zum Kreis Neuruppin im DDR-Bezirk Potsdam. Seebeck und Strubensee wurden am 1. Mai 1970 zur Gemeinde Seebeck-Strubensee zusammengeschlossen. Seit 1993 liegen die Orte im brandenburgischen Kreis Ostprignitz-Ruppin.
Die Gemeinde Vielitzsee entstand am 31. Dezember 2001 aus dem freiwilligen Zusammenschluss der bis dahin selbstständigen Gemeinden Vielitz und Seebeck-Strubensee.

## Bevölkerungsentwicklung
| Jahr                | 1971 | 1981 | 1990 | 1995 | 2000 | 2001 | 2005 | 2010 | 2015 | 2016 | 2017 | 2018 | 2019 | 2020 | 2021 | 2022 | 2023 | 2024 |
| ------------------- | ---- | ---- | ---- | ---- | ---- | ---- | ---- | ---- | ---- | ---- | ---- | ---- | ---- | ---- | ---- | ---- | ---- | ---- |
| Seebeck- Strubensee | 335  | 298  | 270  | 327  | 313  | -    | -    | -    | -    | -    | -    | -    | -    | -    | -    | -    | -    |      |
| Vielitz             | 273  | 222  | 206  | 218  | 240  | -    | -    | -    | -    | -    | -    | -    | -    | -    | -    | -    | -    |      |
| Vielitzsee          | -    | -    | -    | -    | -    | 532  | 567  | 546  | 463  | 458  | 463  | 464  | 487  | 491  | 496  | 495  | 484  | 462  |

Gebietsstand des jeweiligen Jahres, Einwohnerzahl: Stand 31. Dezember (ab 1991), ab 2011 auf Basis des Zensus 2011, ab 2022 auf Basis des Zensus 2022

## Politik

### Gemeindevertretung
Die Gemeindevertretung von Vielitzsee besteht aus acht Gemeindevertretern und dem ehrenamtlichen Bürgermeister. Die Kommunalwahl am 26. Mai 2019 führte zu folgendem Ergebnis:
| Partei / Wählergruppe                  | Stimmenanteil | Sitze |
| -------------------------------------- | ------------- | ----- |
| Listenvereinigung Freie Wähler Vielitz | 48,1 %        | 4     |
| Wir für Vielitzsee                     | 30,6 %        | 2     |
| Einzelbewerber Oliver Hacker           | 13,7 %        | 1     |
| FDP                                    | 07,5 %        | 1     |

### Bürgermeister
- 2003–2024: Dieter Fischer[9][10]
- seit 2024: Fereno Zitzmann(Freie Wähler Vielitzsee)

Zitzmann wurde in der Bürgermeisterwahl am 9. Juni 2024 ohne Gegenkandidat mit 71,1 % der gültigen Stimmen für eine Amtszeit von fünf Jahren zum ehrenamtlichen Bürgermeister gewählt.

## Sehenswürdigkeiten
In der Liste der Baudenkmale in Vielitzsee und in der Liste der Bodendenkmale in Vielitzsee stehen die in der Denkmalliste des Landes Brandenburg eingetragenen Kulturdenkmale.
Der Ortsteil Vielitz ist Standort einer Feldsteinkirche, die von alten Kastanien und Linden gesäumt wird.

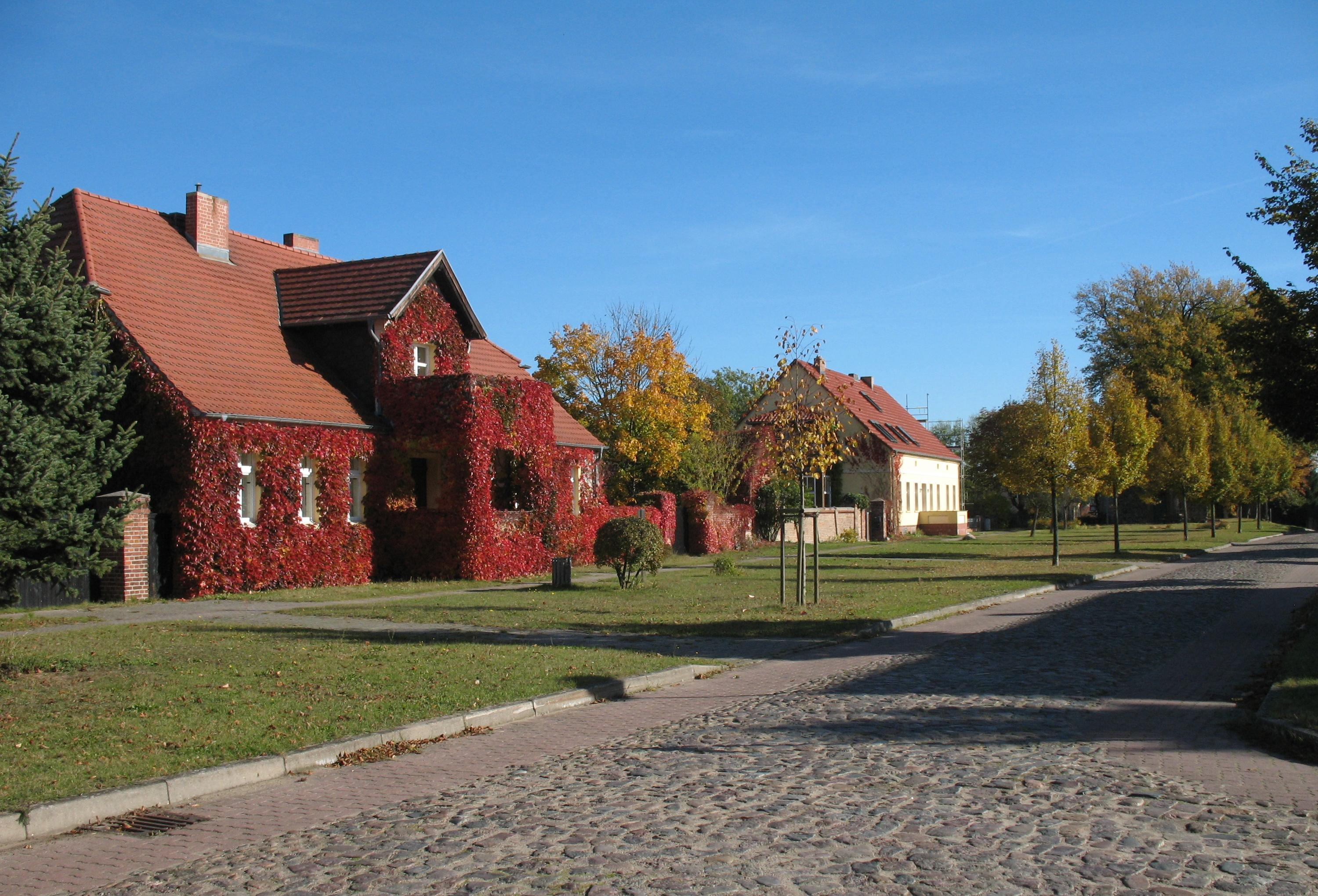
Kirchstraße in Vielitz
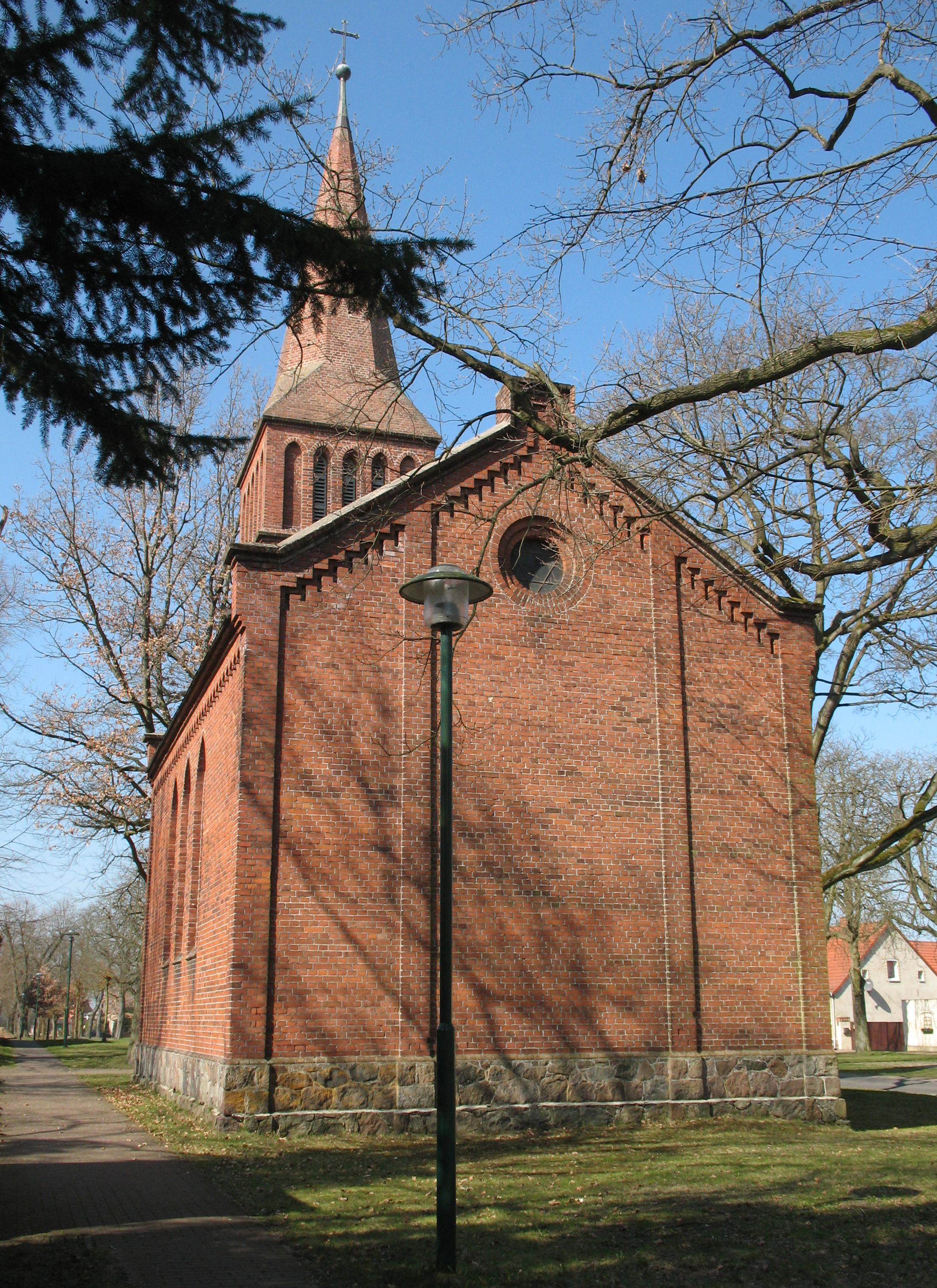
Dorfkirche Seebeck
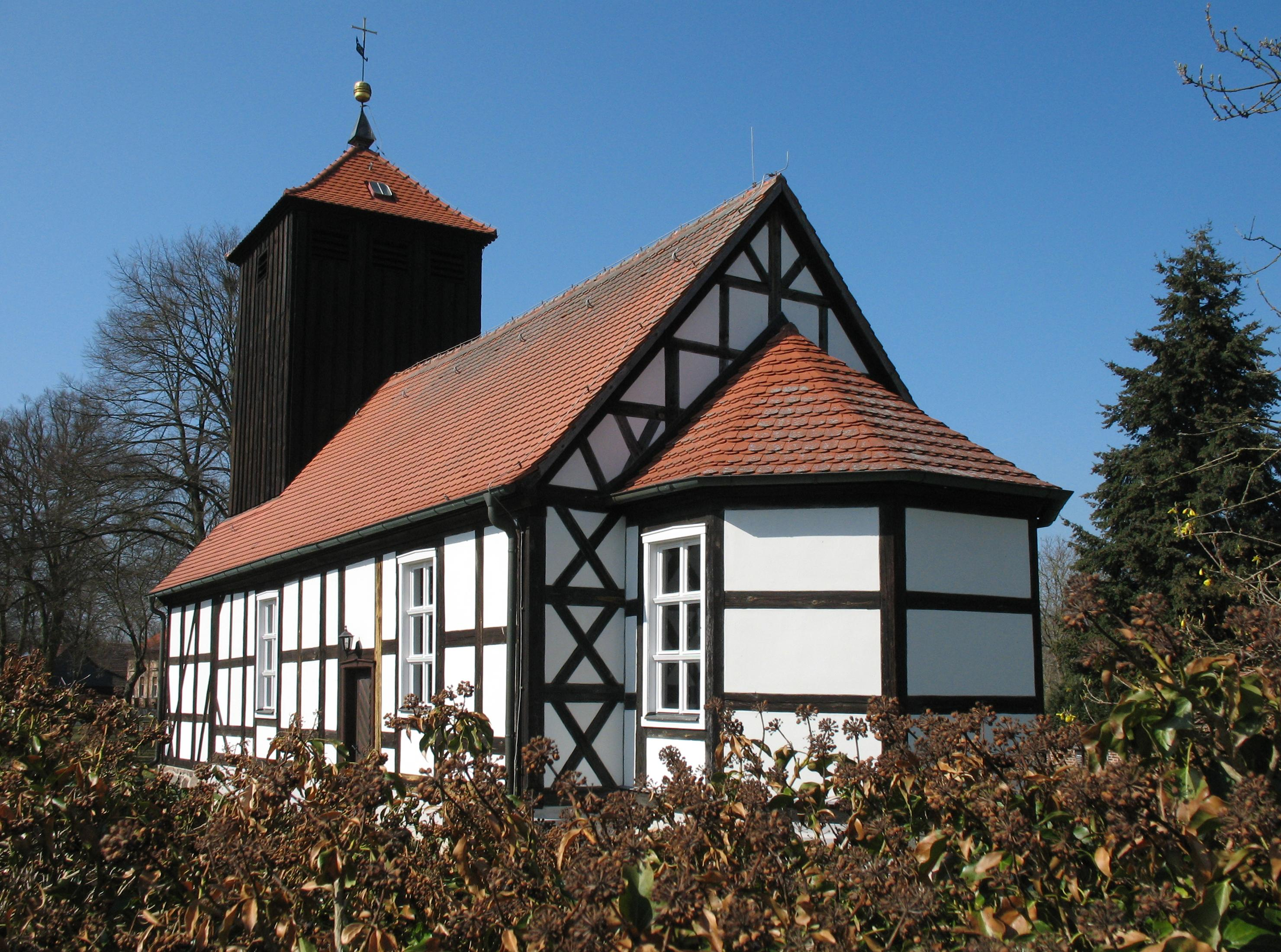
Dorfkirche Strubensee

## Verkehr
Vielitz liegt an der Kreisstraße K 6803 zwischen Lindow (Mark) und Herzberg (Mark).
Die nächstgelegenen Bahnhöfe sind Herzberg (Mark) und  Lindow (Mark). Sie werden von der Regionalbahnlinie RB 54 (Löwenberg–Rheinsberg) bedient.